# Stéphane Le Foll
Stéphane Le Foll (* 9. února 1960, Le Mans) je francouzský politik, člen PS a člen Evropského parlamentu. Od 16. května 2012 do 10. května 2017 byl francouzským ministrem zemědělství ve vládě Jeana-Marca Ayraulta.

## Životopis
Le Foll studoval ekonomické vědy a získal Diplôme d’études approfondies (1988) a Diplôme professionnel spécialisé na Conservatoire national des arts et métiers (1993). V období 1987 až 1991 vyučoval ekonomii na lyceích v Rouillonu, La Ferté-Bernard a na nantské univerzitě.
V letech 1983 až 1995 byl členem městské rady v Longnes; 2002 až 2004 v Le Mans a viceprezidentem Communauté urbaine Le Mans. V listopadu 2008 se stal předsedou PS v departementu Sarthe.
V roce 2004 byl zvolen do Evropského parlamentu. Zde je členem Výboru pro zemědělství a rozvoj venkova a po volbách 2009 se stal předsedou sociálnědemokratické frakce S&D.
Při francouzských parlamentních volbách 2007 vyhrál mandát jeho protikandidát François Fillon. V roce 2012 získal Le Foll mandát v departementu Sarthe.
Je ženatý s Marie-Hélène Bourdais a má s ní jedno dítě.